# Sinularia prattae
Sinularia prattae is een zachte koraalsoort uit de familie Alcyoniidae. De koraalsoort komt uit het geslacht Sinularia. Sinularia prattae werd in 1974 voor het eerst wetenschappelijk beschreven door Verseveldt. 